# Łukasz Stanisławski
Łukasz Stanisławski (ur. 12 października 1983 w Gorzowie Wielkopolskim) – polski żużlowiec.
Wychowanek klubu Polonii Bydgoszcz, licencję (nr 1459) zdobył w 1999 roku. Jako zawodnik tego klubu startował w rozgrywkach z cyklu Drużynowych Mistrzostw Polski w latach 1999–2003. W sezonie 2004 startował w Złomrex Włókniarzniu Częstochowa. Pięciokrotny medalista Drużynowych Mistrzostw Polski, dwukrotnie złoty (2000 i 2002) i trzykrotnie brązowy (2001, 2003 i 2004). W 2002 roku zdobył brązowy medal w Młodzieżowych Drużynowych Mistrzostwach Polski.

## Drużynowe Mistrzostwa Polski - Sezon Zasadniczy Najwyższej Klasy Rozgrywkowej
| Sezon | Klub                          | Miejsce | Liga       | Średnia/bg | Średnia/mc | Pkt     | Bonusy | Razem   | Komplety | Biegi | Mecze |
| ----- | ----------------------------- | ------- | ---------- | ---------- | ---------- | ------- | ------ | ------- | -------- | ----- | ----- |
| 2000  | Polonia Bydgoszcz             |         | Ekstraliga | 0,250      | 0,600      | 3 (75)  | 0      | 3 (75)  | 0        | 12    | 5     |
| 2001  | Bractwo Polonia Bydgoszcz     |         | Ekstraliga | 0,483 (55) | 0,833 (55) | 10 (64) | 4      | 14 (64) | 0        | 29    | 12    |
| 2002  | Point S-Polonia Bydgoszcz     |         | Ekstraliga | 0,968 (44) | 2,500 (47) | 25 (57) | 5      | 30 (55) | 0        | 31    | 10    |
| 2003  | Plusssz Polonia Bydgoszcz     |         | Ekstraliga | 0,500      | 1,000      | 4 (74)  | 1      | 5 (73)  | 0        | 10    | 4     |
| 2004  | Złomrex Włókniarz Częstochowa |         | Ekstraliga | 0,333      | 1,000      | 1 (73)  | 0      | 1 (73)  | 0        | 3     | 1     |

W nawiasie miejsce w danej kategorii (śr/m oraz śr/b - przy założeniu, że zawodnik odjechał minimum 50% spotkań w danym sezonie)
- Turniej o Brązowy Kask
  - 2001 - Gorzów Wielkopolski - 9. miejsce - 7 pkt → wyniki
- Drużynowe mistrzostwa Polski juniorów na żużlu
  - 2001 - Leszno - 4. miejsce → wyniki
  - 2002 - Bydgoszcz - 3. miejsce  → wyniki
- Indywidualne mistrzostwa Europy juniorów na żużlu
  - 2000 - Lublana - 17. miejsce - 0 pkt → wyniki
  - 2001 - Pardubice - 12. miejsce - 4 pkt → wyniki
- Kryterium Asów Polskich Lig Żużlowych im. Mieczysława Połukarda
  - 2002 - Bydgoszcz - 16. miejsce - 2 pkt → wyniki